# Cryptonanus
Cryptonanus Voss et al., 2005 è un genere di opossum proveniente dal Sud America. Esso comprende 5 specie trovate in Bolivia, in Uruguay e Brasile orientale, una delle quali è estinta.

## Etimologia
Il nome del genere deriva dal greco 'kryptos' (nascosto) e 'nano' (nani). 

## Descrizione
Sono piccoli opossum pesano circa 15-40 grammi. La pelliccia è di solito rossa oppure può anche essere marrone che tende sul grigio. I peli  sono poco sviluppati; ha  un anello scuro circonda gli occhi. Le  zampe anteriori sono più lunghe delle altre e la coda si presenta  senza peli ad occhio nudo. Le specie di Cryptonanus differiscono nella colorazione, dimensioni e alcuni caratteri dei denti.

## Tassonomia
Il genere comprende specie in passato attribuite ai generi Marmosa e Gracilinanus. Uno studio del 2004 di Voss e colleghi ha evidenziato alcuni caratteri che consentono di considerarle come parte di un nuovo genere, Cryptonanus.
Il genere comprende le seguenti specie:
- Cryptonanus agricolai
- Cryptonanus chacoensis
- Cryptonanus guahybae
- Cryptonanus unduaviensis

Una quinta specie, C. ignitus, ritenuta estinta, è stata ridotta a sinonimo di C. chacoensis.